# Prasinocyma subalpina
Prasinocyma subalpina là một loài bướm đêm trong họ Geometridae.